# Ricerca di visione
La ricerca della visione è un rito di passaggio praticato da alcuni gruppi di nativi americani, generalmente intrapreso per la prima volta durante gli anni dell'adolescenza.

## Rito Sioux
La Hanblecheya o Hanblecheyapi (‘ricerca della visione’, letteralmente: ‘piangere per una visione’; da hanble = sogno, visione e cheya = piangere) è una delle sette cerimonie sacre presso la cultura tradizionale Lakota (Sioux) e consiste in un percorso individuale che il ricercatore intraprende al fine di trovare la propria strada, per interpretare una visione già ricevuta, per ottenere un potere spirituale o prima di affrontare prove molto difficoltose e, in passato, prima di partire per una guerra. Durante la cerimonia, della durata variabile dai due ai quattro giorni, all'aspirante è fatto divieto di assumere cibo o acqua, così come di emettere suono.
Prima di affrontare il rituale, l'aspirante purifica se stesso partecipando a quattro Inipi, preparando poi 405 offerte di tabacco, legate ad un unico filo, che fungeranno da recinzione del suo recinto sacro ove rimarrà per tutto il tempo da lui indicato. La preparazione della cerimonia prevede un periodo di astinenza, seguito da una Inipi di purificazione sotto la guida di un wichasha wakan (uomo sacro). Al termine della preparazione, l'uomo di medicina fa scegliere all'aspirante un luogo che questi ritiene speciale, spesso posto su di un'altura, sulla quale - dopo essersi liberato di ogni oggetto ed orpello appartenente alla società, compresi i vestiti - in compagnia della sua pipa l'aspirante trascorre i giorni e le notti della cerimonia in completo isolamento, digiunando, astenendosi dal bere e dal parlare, pregando e supplicando le forze invisibili affinché queste gli permettano di ricevere una visione chiarificatrice. 
La cerimonia si svolge all'interno di uno spazio quadrato generalmente delimitato da quattro giovani alberi di pioppo, ai quali vengono assicurate le bandiere delle quattro direzioni, ciascuna del colore appropriato (nera per rappresentare l'ovest, rossa per il nord, gialla per l'est, bianca per il sud). Il lungo digiuno, la generale stanchezza e le preghiere possono indurre nell'aspirante uno stato di trance, che permetterebbe - secondo le credenze dei nativi americani - di comunicare in varia misura con il mondo immateriale degli spiriti, dal quale trarre messaggi e visioni.
La ricerca della visione ha una durata variabile da due a quattro giorni e notti complete: durante questo periodo, l'aspirante dovrebbe mantenere un contegno consono alla sacralità della cerimonia, al fine di favorire l'introspezione ed il contatto con gli aspetti più riposti del proprio Sé. Spesso, durante il completo isolamento richiesto dalla cerimonia, l'aspirante viene colto dal desiderio irrefrenabile di abbandonare il luogo del proprio ritiro, ponendo così fine al rituale; alcuni ricercatori testimoniano di essersi sentiti preda della follia, riuscendo a superare tali alterazioni ricordando a sé stessi la motivazione principale della loro personale ricerca. Generalmente, sebbene la cerimonia richieda comunque una notevole resistenza ed una grande determinazione, il ricercatore può trovare conforto ricordando a sé stesso che quattro giorni di privazioni non saranno sufficienti ad ucciderlo, persuadendosi di tale verità. Al termine del periodo prestabilito, l'uomo di medicina si recherà a riprendere l'aspirante che, stremato dal digiuno e dalle privazioni, dovrà sottoporsi ad una nuova Inipi prima di poter raccontare ai presenti ciò che ha visto o udito durante il suo ritiro.
Il giorno dell'inizio della Hanblecheya, l'aspirante si reca nella Capanna Sudatoria e riceve ulteriori indicazioni da parte dell'Uomo-Medicina, pregando per il buon esito dell'impresa; in questa occasione assume dell'acqua per l'ultima volta. Al termine della purificazione ed uscendo dall’Inipi non rivolge più parola né sguardo verso niente e nessuno. Simbolicamente, ciò rappresenta la sua cessata appartenenza al mondo fisico, mentre la sua attenzione e con essa il suo essere si concentra verso il Mondo degli Spiriti. Accompagnato nel luogo prescelto, viene affidato al Grande Spirito, ed abbandonato al digiuno, al silenzio ed alla preghiera per quattro giorni. Allo scadere del tempo, viene nuovamente condotto all’Inipi, al termine della quale può raccontare ai presenti la propria eventuale visione. Fuori dalla Capanna Sudatoria viene rifocillato, dissetato e fatto oggetto di una piccola festa durante la quale vengono scambiati dei doni.
Sebbene l’Hanblecheya rappresenti un'esperienza dal forte impatto emotivo e dal reale potere trasformante, occorre rilevare come poche tra le persone sottoposte al rituale di cui sia giunta testimonianza abbiano ottenuto una grande visione durante la loro prima cerimonia. 